# Châtillon-sur-Chalaronne
Châtillon-sur-Chalaronne là một xã ở tỉnh Ain, vùng Auvergne-Rhône-Alpes thuộc miền đông nước Pháp.

## Thành phố kết nghĩa
- Wächtersbach (Germany)
- Colceag (Romania)